# Manfred Winkelhock
Manfred Winkelhock (Waiblingen, 6 de Outubro de 1951 — Toronto, 12 de Agosto de 1985) foi um automobilista alemão. Ele é irmão de Joachim Winkelhock e pai de Markus Winkelhock, os dois também automobilistas.

## Carreira
Muitas pessoas conhecem Manfred Winkelhock como o homem que sofreu um acidente em Nürburgring em 1980, quando praticamente "voou" com seu F2 March destruindo-o completamente, mas sem ter sofrido ferimentos graves.
A primeira tentativa de Winkelhock para qualificar-se em um Grande Prêmio de Fórmula 1 foi na Itália em 1980 quando ele substituiu na Arrows o piloto Jochen Mass que estava machucado. Com o apoio da BMW passou a correr pela equipe ATS em 1982, mas o carro não era suficientemente competitivo e embora ele tivesse conseguido boas qualificações em diversas ocasiões, os resultados foram poucos e com muitos acidentes.
Ao mesmo tempo ele também foi um piloto regular de carros esportivos e de turismo, vencendo o 1000km Monza com Marc Surer em 1985.
Ele morreu no verão de 1985 quando bateu forte na segunda volta do circuito de Mosport Park perto de Toronto, Ontário, Canadá, durante o Campeonato Mundial de Carros Esportivos Budweiser 1000 km, dirigindo um Porsche 956.

## Todos os Resultados de Manfred Winkelhock na Fórmula 1
(legenda)
| Ano  | Equipe                        | Chassis      | Motor            | Pneus | 1       | 2       | 3       | 4       | 5       | 6       | 7       | 8       | 9       | 10      | 11      | 12      | 13      | 14      | 15      | 16      | Pontos | Posição  |
| ---- | ----------------------------- | ------------ | ---------------- | ----- | ------- | ------- | ------- | ------- | ------- | ------- | ------- | ------- | ------- | ------- | ------- | ------- | ------- | ------- | ------- | ------- | ------ | -------- |
| 1980 | Warsteiner Arrows Racing Team | Arrows A3    | Ford Cosworth V8 | G     |         |         |         |         |         |         |         |         |         |         |         | ITA NQ  |         |         |         |         | -      | -        |
| 1982 | Team ATS                      | ATS D5       | Ford Cosworth V8 | A     | AFS 10º | BRA 5º  | USW Ret | SMR DSQ |         |         |         |         |         |         |         |         |         |         |         |         | 2      | 24º      |
| 1982 | Team ATS                      | ATS D5       | Ford Cosworth V8 | G     |         |         |         |         | BEL Ret | MON Ret | USE Ret | CAN NQ  | HOL 12º | GBR NQ  | FRA 11º | ALE Ret | AUT Ret | SUI Ret | ITA NQ  | LVG Ret | 2      | 24º      |
| 1983 | Team ATS                      | ATS D6       | BMW L4 turbo     | G     | BRA 16º | USW Ret | FRA Ret | SMR 11º | MON Ret | BEL Ret | USE Ret | CAN 9º  | GBR Ret | ALE NQ  | AUT Ret | HOL DSQ | ITA Ret | EUR 8º  | AFS Ret |         | 0      | NC (26º) |
| 1984 | Team ATS                      | ATS D7       | BMW L4 Turbo     | P     | BRA EXC | AFS Ret | BEL Ret | SMR Ret | FRA Ret | MON Ret | CAN 8º  | USE Ret | DAL 8º  | GBR Ret | ALE Ret | AUT NP  | HOL Ret | ITA NP  |         |         | 0      | NC (26º) |
| 1984 | MRD International             | Brabham BT53 | BMW L4 Turbo     | M     |         |         |         |         |         |         |         |         |         |         |         |         |         |         |         | POR 10º | 0      | NC (26º) |
| 1985 | Skoal Bandit Formula 1 Team   | RAM 03       | Hart L4 turbo    | P     | BRA 13º | POR NC  | SMR Ret | MON NQ  | CAN Ret | EUA Ret | FRA 12º | GBR Ret | ALE Ret |         |         |         |         |         |         |         | 0      | NC (31º) |